# IC 5184
IC 5184 — галактика типу Sbc (компактна витягнута спіральна галактика) у сузір'ї Журавель.
Цей об'єкт міститься в оригінальній редакції індексного каталогу.